# Cantonul Rostrenen
Cantonul Rostrenen este un canton din arondismentul Guingamp, departamentul Côtes-d'Armor, regiunea Bretania, Franța.

## Comune
- Glomel
- Kergrist-Moëlou
- Plouguernével
- Trémargat
- Plounévez-Quintin
- Rostrenen (reședință)